# هریسون براون
هریسون براون (انگلیسی: Harrison Brown؛ زاده ۲۶ سپتامبر ۱۹۱۷ درگذشته ۸ دسامبر ۱۹۸۶) یک دانشمند اهل ایالات متحده آمریکا بود.